# Francisco Javier Mina, Teapa
Francisco Javier Mina är en ort i Mexiko.   Den ligger i kommunen Teapa och delstaten Tabasco, i den sydöstra delen av landet, 700 km öster om huvudstaden Mexico City. Francisco Javier Mina ligger 82 meter över havet och antalet invånare är 370.
Terrängen runt Francisco Javier Mina är varierad, och sluttar norrut. Runt Francisco Javier Mina är det ganska tätbefolkat, med 78 invånare per kvadratkilometer. Närmaste större samhälle är Teapa, 5,9 km väster om Francisco Javier Mina. Omgivningarna runt Francisco Javier Mina är en mosaik av jordbruksmark och naturlig växtlighet.